# Boulevard de Douaumont
Le boulevard de Douaumont est une voie du 17e arrondissement de Paris, en France.

## Situation et accès
Le boulevard, situé de part et d'autre du périphérique parisien, débute boulevard Victor-Hugo à Clichy, croise la rue de Paris et se termine boulevard du Fort-de-Vaux.

## Origine du nom

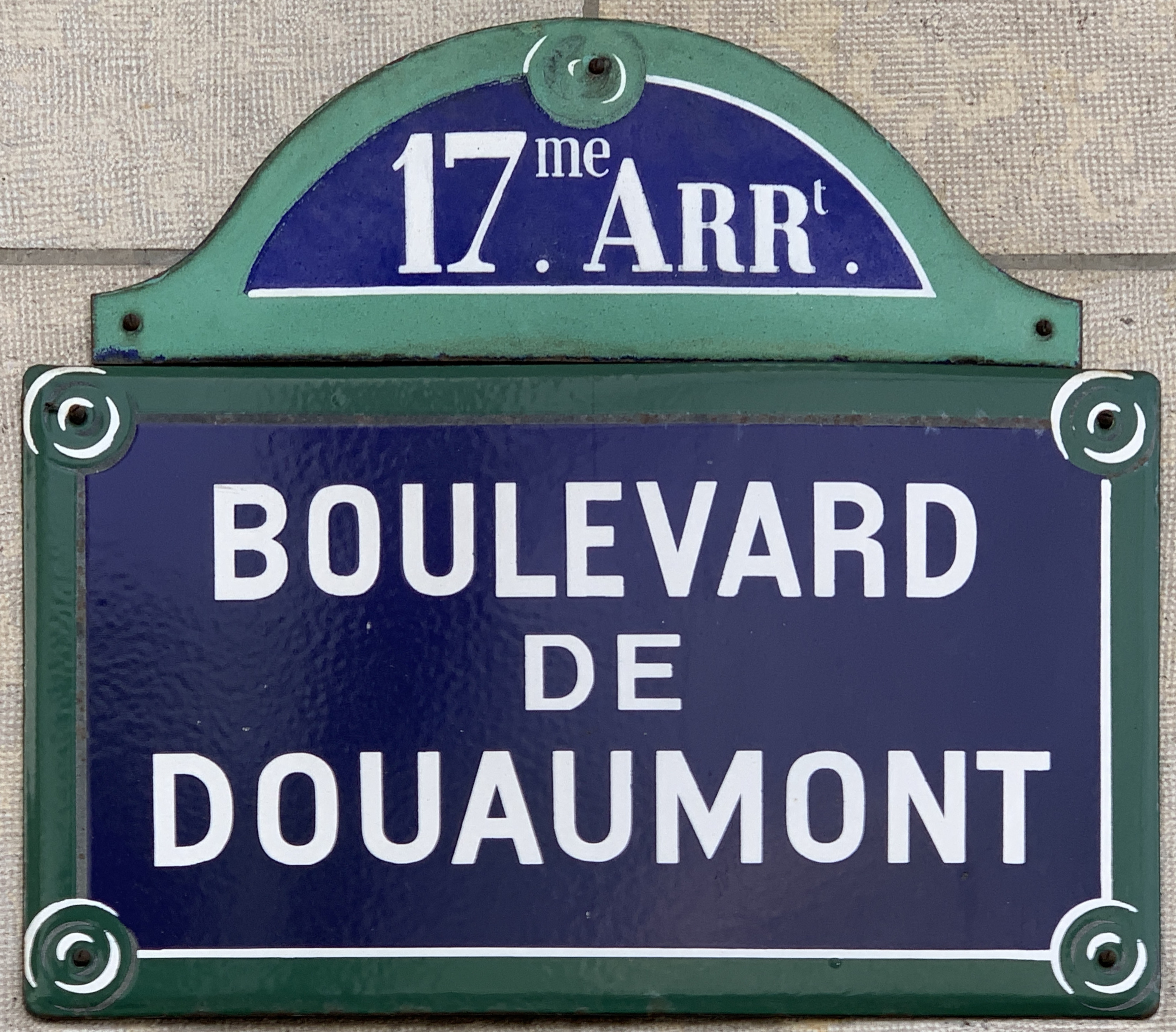
Plaque du boulevard.

Ce boulevard porte ce nom en souvenir des combats livrés autour du fort de Douaumont dans le secteur de Verdun, durant la Première Guerre mondiale.

## Historique
C'est un tronçon de la route départementale no 11, dite « de la Révolte », créée vers 1750 sur l'emplacement d'un ancien chemin conduisant à Saint-Denis.
Ce chemin de grande circulation no 16 (route à grande circulation en France) correspond à une partie du boulevard Victor-Hugo qui était situé autrefois sur le territoire de Clichy et qui a été annexé à Paris par décret du 27 juillet 1930. 
La création du boulevard périphérique en 1969 a entraîné le dédoublement de l'assiette du boulevard de Douaumont. 
Une partie de la voie délimite la ZAC Clichy-Batignolles
En 2017, sur les terrains situés le long du boulevard entre les voies ferrées du réseau Saint-Lazare et l'avenue de Clichy, s'étendant jusqu'au boulevard Berthier, est construite la Cité judiciaire qui est destinée à accueillir les nouveaux locaux du tribunal de grande instance parisien, ainsi que ceux de la Direction régionale de la police judiciaire. 
Depuis 2017, le boulevard borde le parvis Robert-Badinter créé devant la Cité judiciaire de Paris.